# جريسيو
جريسو هي مدينة تابعة لمقاطعة رييتي في منطقة لاتسيو الإيطالية، تتدلى من وادي رييتي على نتوء من مونتي سابيني، وهي مجموعة فرعية من جبال الأبينيني، على بعد حوالي 16 كيلومتر (10 ميل) بالطريق شمال غرب رييتي، أقرب بلدة كبيرة. تم إخلاء مدينة جيريسو الفعلية من السكان، وأصبحت الوظائف الإدارية للبلدية الآن في فرازيون وجيريسو.

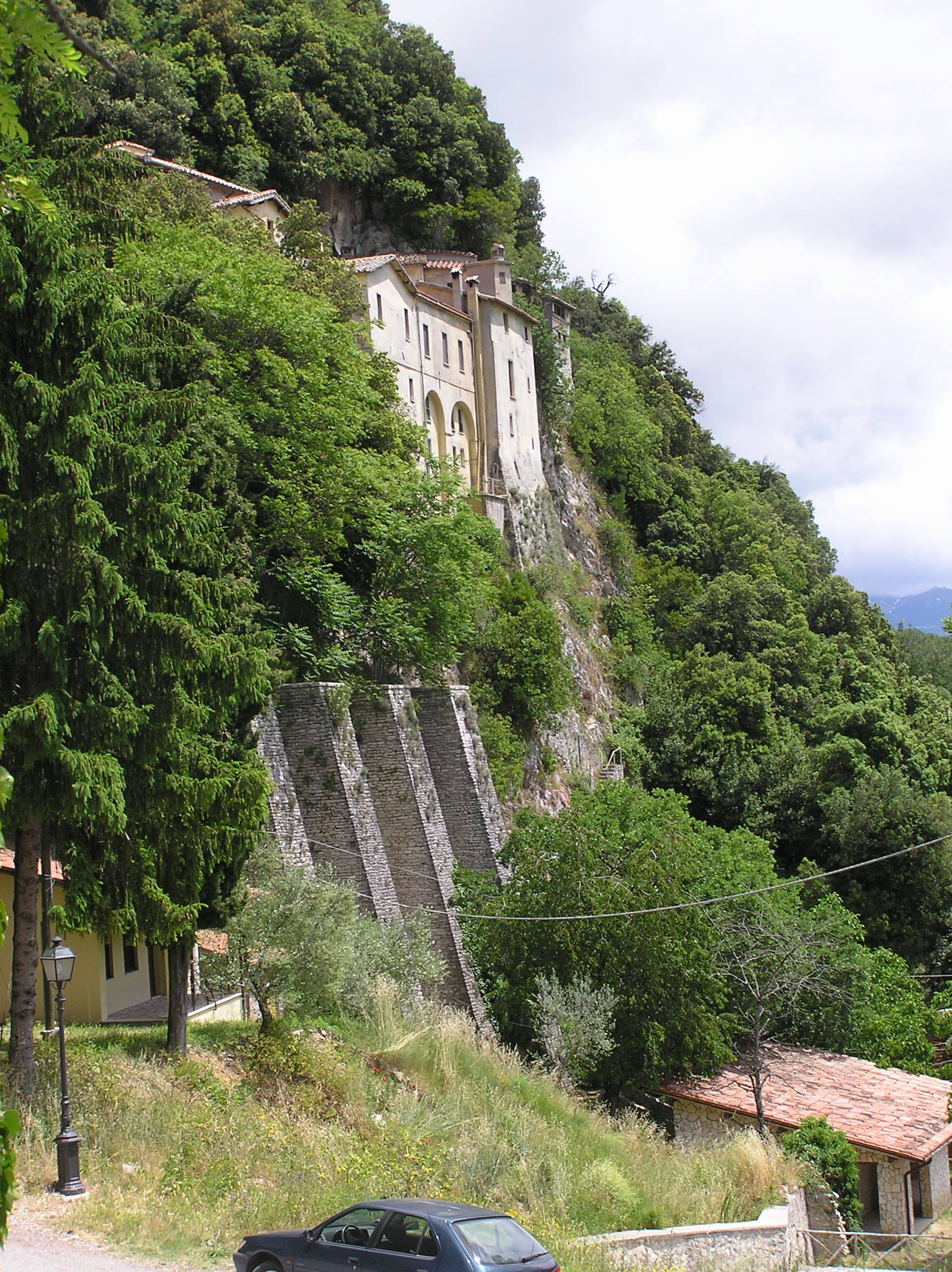

## التاريخ
تأسست جريسو ، وفقًا للتقاليد، كمستعمرة يونانية. لقد فروا أو نُفيوا من وطنهم نتيجة الحرب. استقروا هنا من أجل الحماية الطبيعية التي يوفرها. ومن هنا جاء اسم اليونان، وجريتش، وجريتشي، وأخيراً جريسو . تعود أقدم السجلات إلى القرنين العاشر والحادي عشر. الراهب البينديكتيني، غريغوري كاتينو (1062-1133) يشير إلى بلدة جريسو (كورت دي جريتشا) في عمله «ملخص Farfense». يظهر من بقايا المباني القديمة أن جريسو أصبحت قلعة محصنة من العصور الوسطى محاطة بأسوار ومحمية بقلعة من ستة أبراج.
خلال الصراع مع المدن المجاورة، تم تدمير القلعة عام 1242 من قبل قوات فريدريك الثاني. كان لديهم تاريخ صعب حتى عام 1799 عندما دمر الجيش النابليوني المدينة ونهبها.
خلال الصراع مع المدن المجاورة، تم تدمير القلعة عام 1242 من قبل قوات فريدريك الثاني. كان لديهم تاريخ صعب حتى عام 1799 عندما دمر الجيش النابليوني المدينة ونهبها.
كان جيريسو هو المكان الذي ابتكر فيه القديس فرنسيس، في ديسمبر 1223، أول سرير حي (بالإيطالية: برسيبي). كانت الفكرة هي ثني الحجاج المحتملين عن الذهاب إلى بيت لحم، لأنها كانت مغامرة محفوفة بالمخاطر، حيث كانت الأرض المقدسة آنذاك تحت سيطرة الأتراك. يستمر التقليد هناك حتى يومنا هذا، وتم إنشاء نصب تذكاري للقديس فرانسيس، سانتواريو دي س. فرانشيسكو، يمكن زيارته.

## الموقع

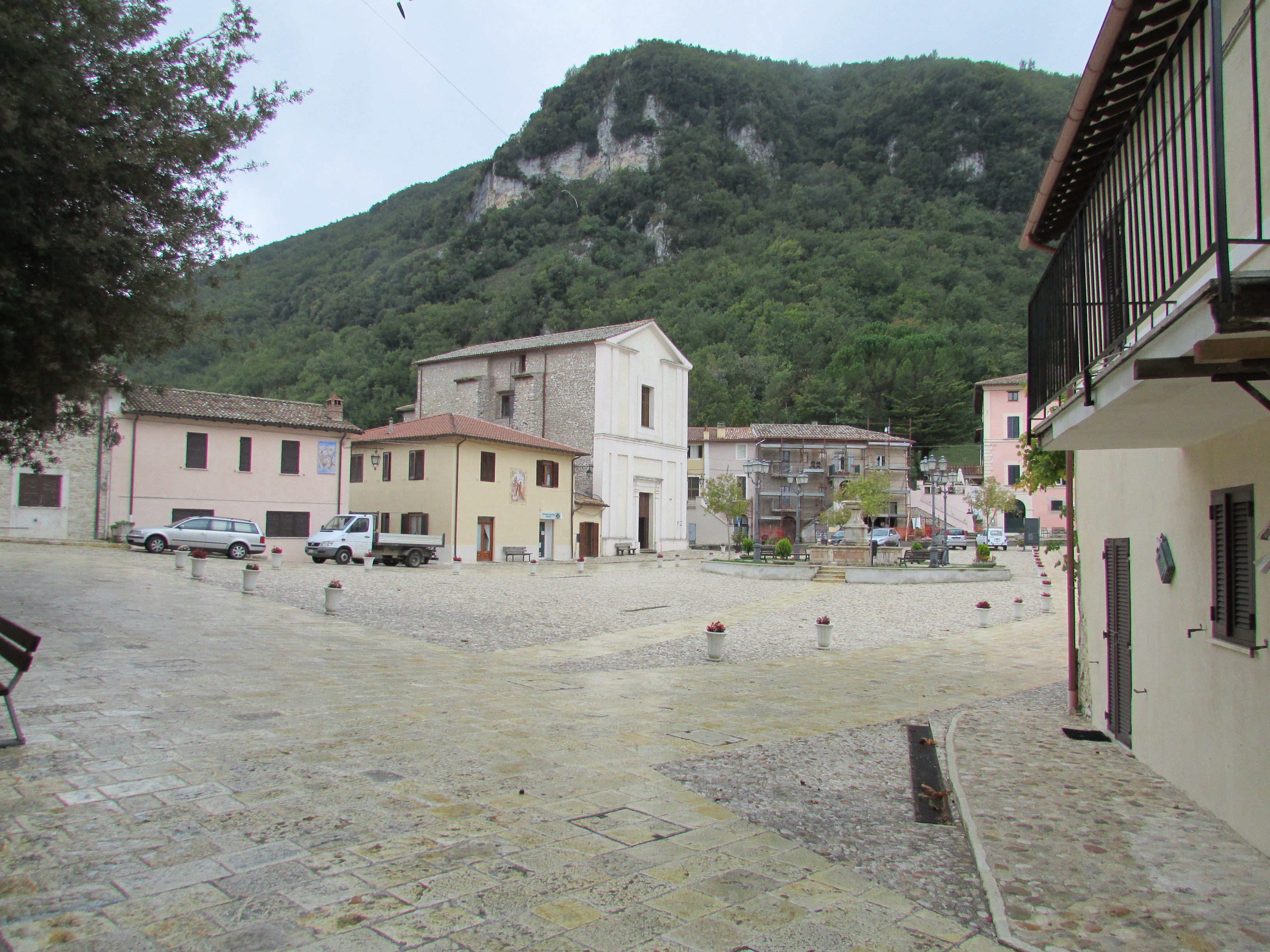
الساحة الرئيسية في Greccio بإيطاليا

القرية محاطة بغابات البلوط. تؤدي الممرات عبر الغابة إلى قمة جبل لاشرون، على ارتفاع 1204 مترًا (3950 قدمًا) فوق مستوى سطح البحر. هنا، يتقاعد القديس فرنسيس الأسيزي في الصلاة والتأمل في كوخ محمي بنبتين من شعاع البوق. في هذا المكان نفسه، في عام 1792، بناءً على طلب شعبي، تم بناء كنيسة تذكارية مخصصة له، «الكنيسة».
قرية من العصور الوسطى تحتفظ بجزء من رصيف القلعة القديمة (القرن الحادي عشر) وثلاثة من الأبراج الستة. تقع كنيسة أبرشية سان ميشيل رئيس الملائكة بجوار برج الجرس على قمة مجموعة من الدرجات ويعود تاريخها إلى القرن الرابع عشر. تم بناء الكنيسة على جزء من القلعة. تم تدمير الكنيسة وإعادة بنائها عدة مرات. الكنيسة كصحن ومصليات جانبية. اثنين من المصليات الجانبية، المخصصة للقديس أنتوني بادوفا والسيدة الطاهرة بها لوحات ولوحات جدارية من القرنين الخامس عشر والسادس عشر. يوجد في الساحة كنيسة سانتا ماريا ديل جيليو من عام 1400. هذه الكنيسة أيضًا عبارة عن ممر واحد أو صحن. لها مذبح مركزي ومذبحان جانبيان، مدرسة الجص الرومانية مع تأثيرات كارلو فونتانا. يحفظ المذبح العالي لوحة جصية تمثل العذراء والطفل مع الملائكة.
تحتوي المدينة على كنيسة سانتا ماريا المدمرة، والتي تم ترميمها الآن باسم المتحف الدولي للمهد، وبقايا الأبراج القديمة، وأحد أبواب المدخل، والكنيسة المخصصة للقديس فرانسيس، مع الحجر الذي اعتاد عليه الكرازة، والمكان الذي، وفقًا للتقاليد، تم إطلاق المشاغبين الذين أعلنوا المكان المخصص لبناء الحرم.

## Saint Francis

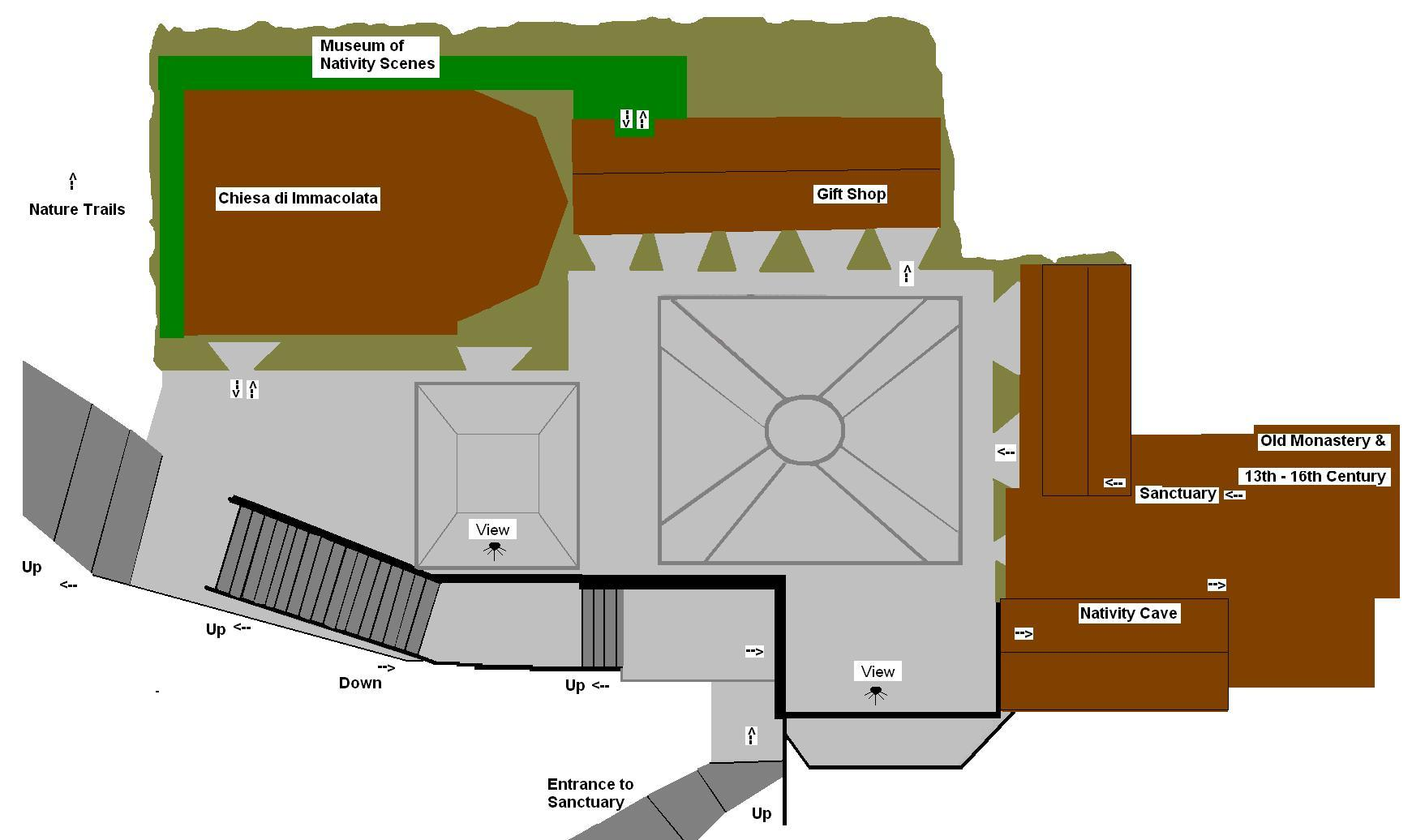
مخطط Santuario di Greccio.

استذكر فرانسيس الزيارة التي قام بها قبل سنوات إلى بيت لحم، وقرر إنشاء المذود الذي رآه هناك. المكان المثالي كان كهف في Greccio القريبة. سيجد طفلاً، تبنًا يضعه عليه، وثورًا، وحمارًا يقفان بجانب المذود. ذهب الكلام لأهالي البلدة. في الوقت المحدد، وصلوا حاملين المشاعل والشموع. بدأ أحد الرهبان الاحتفال بالقداس بينما ألقى فرانسيس نفسه الخطبة. يتذكر كاتب سيرته الذاتية، توماس أوف سيلانو، أن فرانسيس وقف أمام المذود، غارقة في الحب ومليئة بالسعادة الرائعة. بالنسبة لفرنسيس، كان الاحتفال البسيط يهدف إلى تذكير المصاعب التي عانى منها يسوع حتى عندما كان رضيعًا، ومخلصًا اختار أن يصبح فقيرًا من أجلنا، يسوع بشريًا حقًا.

## المواصلات
يوجد في جريسيو محطة على خط سكة حديد Terni-Sulmona ، مع قطارات إلى ترنة وريتة ولكويلة.

## المدن التوأم - المدن الشقيقة
توأمة Greccio مع:
- بيت لحم، دولة فلسطين[3]

## فهرس
- أ. فرانشيسكو بينيديتي Greccio - من كاستروم إلى يومنا هذا: رحلة الألف عام في علامة حضور فرنسيس الأسيزي - 2007
- قوس. مارسيلو ماري بروح القديس فرنسيس - 2006

## روابط خارجية
- برو لوكو من Greccio